# Ennodius
Ennodius, teljes nevén Magnus Felix Ennodius (Arles, 473 – Pavia, 521. július 17.) paviai püspök, egyben a kora középkor jelentős egyházi írója. Nagy számú levele mellett szent-életrajzai, epigrammái, himnuszai, dicsőítő beszéde és egyéb alkotásai maradtak fent az utókorra.

## Élete
Ennodius 473-ban (esetleg 474-ben) született, szülőhelye Arles vagy Milánó. Szüleit korán elvesztette, ezért a Gallia cisalpinai nagynénjéhez költözött át. Később Páduában tanult, majd nagynénje halála után 16 éves korában, 489-ben feleségül vett egy gazdag leányt. A felesége révén nagyon belemerült a világi dolgokba, de később egy betegség hatására Istennek szentelte életét, neje pedig apáca lett.
Egy befolyásos rokona, Faustus konzul Epifanius paviai püspökhöz küldte. Ennodiust 494-ben pappá szentelték, és ebben az évben részt vett Epifanius kisíretében Gundobad burgund királyhoz. Epifanius halála után, valamikor 496–499 között Laurentius milánói püspökhöz került, majd 501–502 körül diakónussá szentelték. Nagy tiszteletben állt a korabeli egyházban, mert a törvényes pápát, Szümmakhoszt védelmezte az 502-es egyházi zsinaton az ellenpápa Lőrinccel szemben. Ezzel kapcsolatban jelent meg híres Synodus palmaris című műve.
513-ban páviai püspökké választották. Még ebben az évben egy újabb betegség hatására teljesen felhagyott az irodalom művelésével, és a püspökség gyakorlati teendőire összpontosította figyelmét. 515-ben és 517-ben Hormiszdasz pápa megbízásából Konstantinápolyban járt I. Anasztasziosz bizánci császárnál békekövetként az Akakiosz-féle hitszakadás felszámolására. Törekvése nem járt sikerrel. Sírfelirata szerint 521. július 17-én hunyt el. Nem volt még 50 éves.

## Művei
Ennodius nem hosszú élete alatt sok művet írt, melyek némelyikében – mint azt egyes kutatók különös előszeretettel hangsúlyozzák, – pogány felfogásbeli árnyalatok is észrevehetőek. Ennek ellenére kijelenthető, hogy bár Ennodiusra hatottak az ókori latin írók, költők, ő maga keresztény költőként, íróként tartotta számon magát.
A Patrologia Latina a következő felosztásban tárgyalja alkotásait:
- Epistolae – Levelek. A 297 darab[2] különféle levél nemritkán magas állású egyházi és világi személyekhez szól. Az elegáns stílusú alkotások típusai: a) kérő, b) köszönő, c) ajánló, és d) szerencsekívánatot kifejező levelek.[5] A levelek fontos forrást képeznek a korszak politikai és világtörténetére nézve.[2]
- Opuscula – Kisebb művek:[6]
  - Panegyricus dictus Theoderico – Theuderich keleti gót királya mondott dicsőítő beszéd. Abból az alkalomból született, hogy 507-ben egyik rendeletével Theuderich jóváhagyta a pápavédő római zsinat határozatait – megszüntetve az ellenpápa miatti egyházszakadást.[7]
  - Libellus pro synodo – Könyvecske a zsinatért. A híres Szümmakhosz pápa érdekében írt védőirat.[8]
  - Vita Epifani – Epifanius élete. Ennodius mesterének, Epifanius paviai püspöknek dolgozta fel az életét a műben.[9]
  - Vita Antoni – Antal élete. Egy szent életű Lérins-i szerzetes élettörténete.[2]
  - Eucharisticum – Hálaadás. Ennodius betegségének és megtérésének története – Szent Ágoston hátására[2] – vallomásszerű imádságos keretben.[10]
  - Paraenesis – Buzdítás, eredeti címén a kéziratokban Ennodius Ambrosuio et Beato (Ennodius Ambrosiusnak és Beatusnak), a Parainesis címet a mű első kiadója, Sirmondus adta neki 1611-ben. A mindössze 26 paragrafus (az MGH-ban 6 oldal) terjedelmű kis írás 5 része: I. Bevezetés; II. Isten és az embertársak tisztelete, az erények: hit, remény, szeretet; III. a grammatika szerepe az oktatásban: a nyelvi szépség kialakítása; IV. a retorika jelentősége: gazdagságot és rendet teremt a társadalmi életben. V. Befejezés. A mű érdekessége, hogy próza és vers (menipposzi szatíra váltakozik benne).[11]
  - Praeceptum de cellulanis – Utasítás a remetékről
  - Petitorium – Kérelem
  - Benedictio cerei I – A gyertya megáldása I.
  - Benedictio cerei II – A gyertya megáldása II.
- Dictiones – Mintabeszédek. A 28 darab beszédben Ennodius különféle témakörökről értekezik.[2]
- Carmina – Versek. Sirmondus 1611-es kiadásban 2 könyvbe lettek összegyűjtve: az I. könyv 21 hosszabb költeményt, a II. könyv 151 epigrammát tartalmaz. Az epigrammák egyaránt tartalmaznak keresztény és pogány tematikájú – néhol illetlen[2] – gondolatokat. Hosszabb versei is változatosak: Faustus költészetét magasztalja, leírja Briaconi útját, megfesti a medréből kilépő Pó folyót.[12]
- Hymni – Himnuszok. 12 himnusza ismert Ennodiusnak: 1. Esti himnusz; 2. Himnusz szomorúság idején; 3. Himnusz Szent Cipriánról; 4. Pünkösdi himnusz; 5. Himnusz Szent Istvánról; 6. Himnusz Szent Ambrusról; 7. Himnusz az Úr mennybemeneteléről; 8. Himnusz Szent Euphémiáról; 9. Himnusz Szent Nazariusról; 10. Himnusz Szűz Máriáról; 11. Himnusz Szent Mártonról; 12. Himnusz Szent Dénesről.[13]

Ennodius műveit először 1569-ben, Bázelben nyomtatták ki.

## Magyar nyelvű kiadások
Jelenleg nem létezik magyar nyelven teljes – még kevésbé kritikai teljes – Ennodius életműkiadás. Alkotásaiból hosszabb rövidebb személvények jelentek meg Adamik Tamás Latin irodalom a kora középkorban: 6–8. század című művében (37–61. o.), illetve lefordították:
- himnuszait – Ennodius himnuszai (ford., bev., jegyz. Kóczán András Imre) IN: Magyar Egyházzene XI (2003/2004) 53–69. o.
- dicsőítő beszédét – Magnus Felix Ennodius: Theoderich Panegyricusa I–XXI. (közreadja: Németh Tas László), GeniaNet Kiadó, 2006. online kiadvány

## Művei aPatrologia Latina-ban
- Jacques Paul Migne (szerk.). 63. kötet, Patrologia Latina ( → hely: Patristica.net) (1841–1855). Hozzáférés ideje: 2016. szeptember 14.